# Demetrio Leonardi

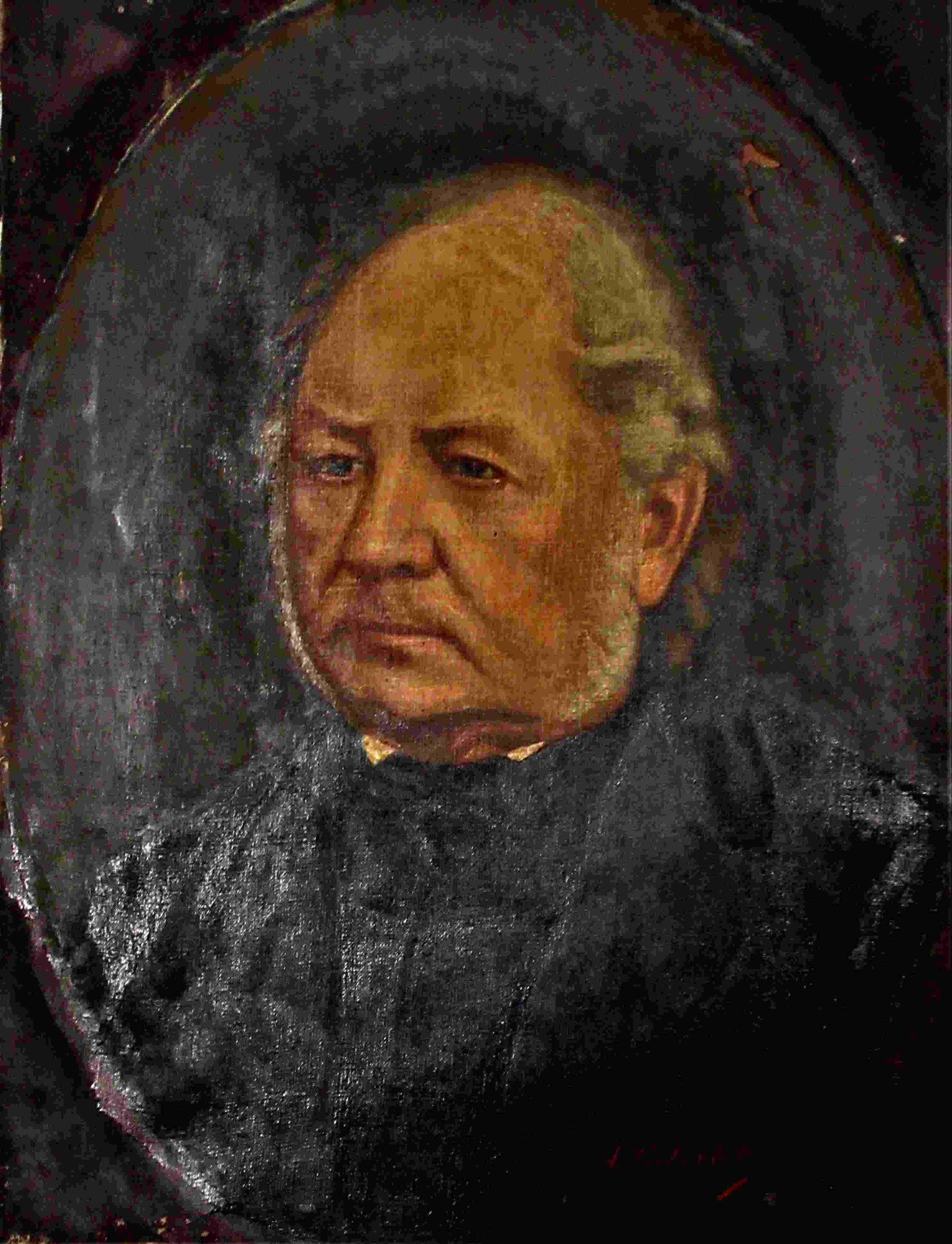
Ritratto di Demetrio Leonardi

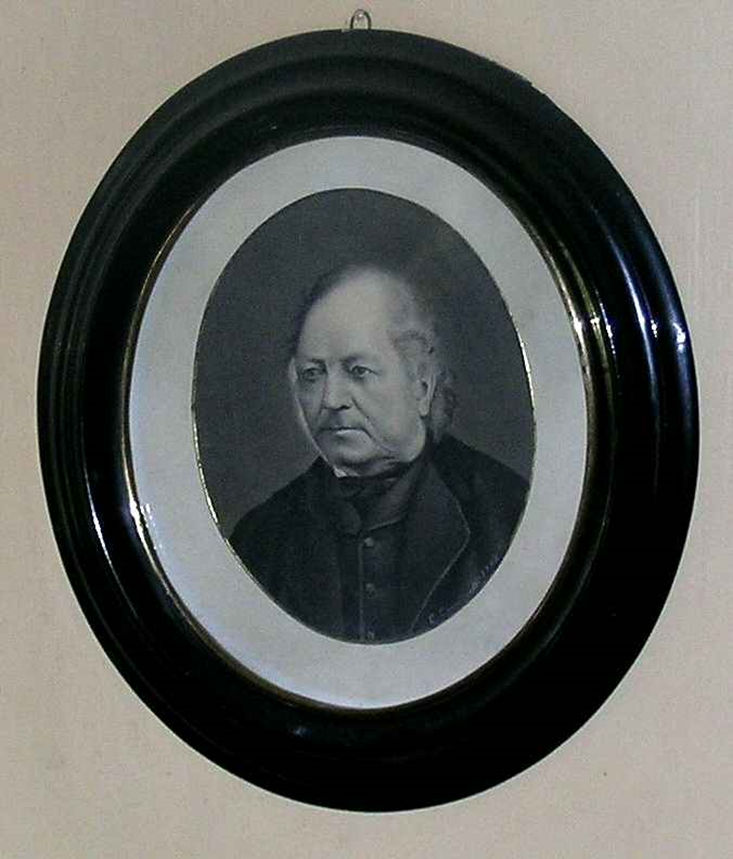
Foto di Demetrio Leonardi nella seconda metà dell'Ottocento

Demetrio Leonardi (Rovereto, 19 febbraio 1796 – Cavalese, 28 gennaio 1881) è stato un farmacista, chimico e geologo italiano, precursore della fotografia.

## Biografia
Trascorse la gioventù nella città di Rovereto; si recò a Padova dove presso quella Università conseguì la laurea in Chimica e Farmacia. In tale città restò per un certo periodo come assistente dell’illustre chimico prof. Melandri, alla cui morte fu invitato da molti professori a concorrere per la cattedra rimasta libera, ma egli preferì tornare a Rovereto dove esercitò per un breve periodo la professione di farmacista acquistando la stima e la simpatia della cittadinanza.
Nel corso della residenza a Rovereto Demetrio Leonardi ebbe strette relazioni con l’illustre filosofo roveretano Antonio Rosmini Serbati, suo coetaneo e  cugino e di cui fu condiscepolo nel corso dei suoi studi pre-universitari: una serie di lettere documentano una affettuosa amicizia tra di loro.
Demetrio Leonardi a Rovereto sposò la nobildonna Antonia. De Alessandrini di Trento dalla quale ebbe tre figli.
Demetrio Leonardi possedeva notevoli conoscenze personali nel ramo della farmacopea e produceva lui stesso manualmente dei medicinali atti a curare i disturbi descritti dai clienti caso per caso, medicinali che erano frutto della sua personale esperienza sugli effetti curativi di sostanze da lui stesso sperimentate. Bisogna ricordare i suoi studi sugli alcaloidi della china e dell’assenzio dei quali era riuscito ad ottenere estratti di indubbia efficacia terapeutica che furono adottati da molti ospedali trentini. Le lettere del dott. Giuseppe Lupis, primario dell’ospedale di Trento, testimoniano, come riportato nel “Messaggero Tirolese” n. 18 del 28 dicembre 1827, l’efficacia del suo estratto amarissimo d’assenzio.

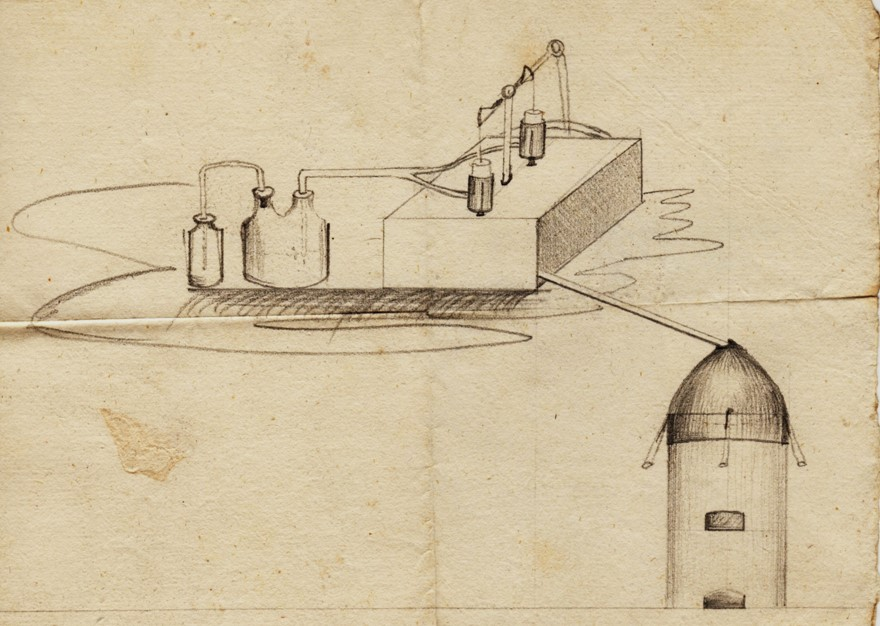
Disegno della strumentazione inventata da Demetrio Leonardi per l'analisi delle acque minerali

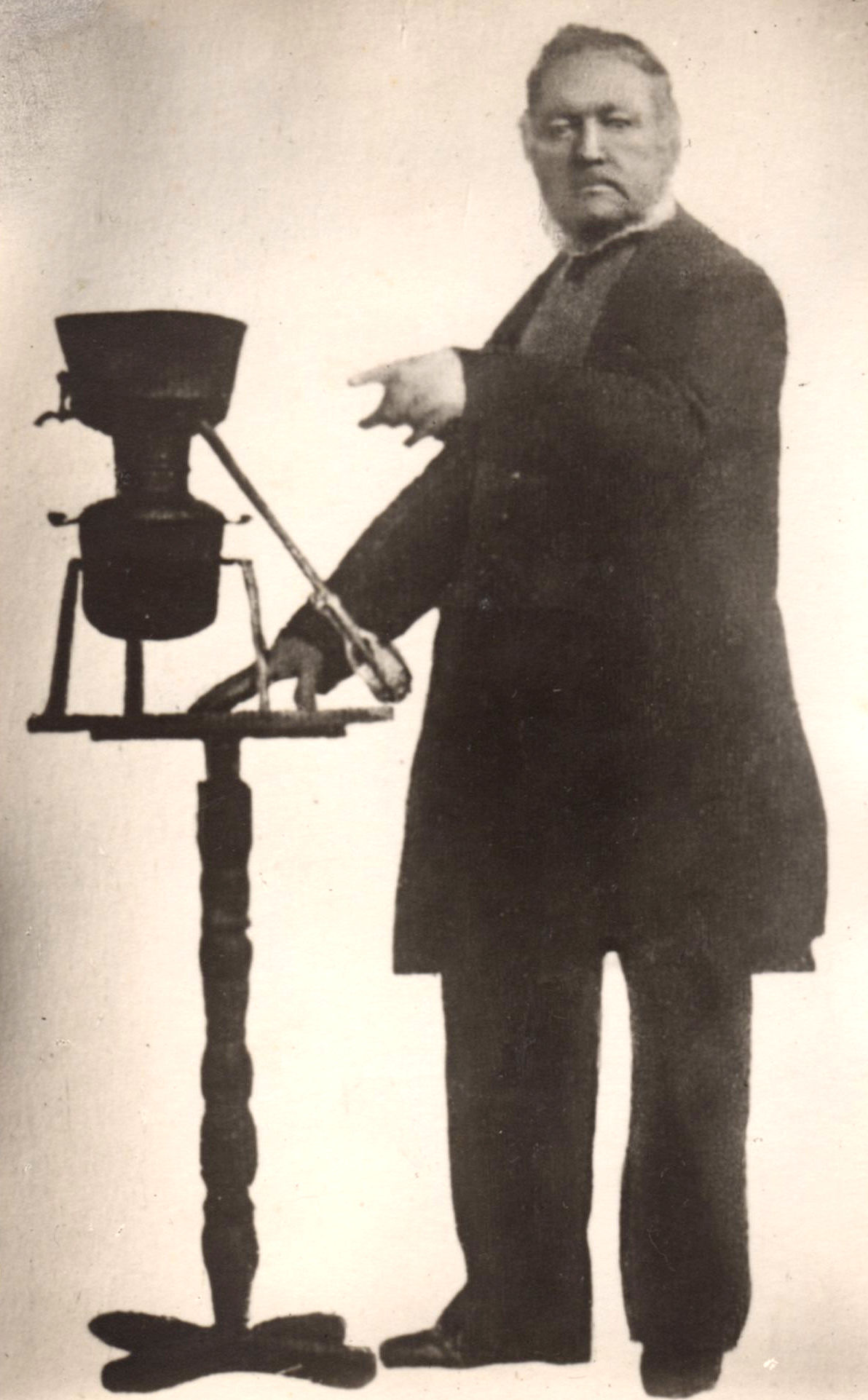
Demetrio Leonardi con il nonio generale termometrico da lui inventato nel 1827

Demetrio Leonardi dedicò la sua attività nel campo della fisica e della chimica: inventò anche nuovi strumenti per eseguire gli esperimenti a cui si dedicava. Nella seduta del 9 agosto 1827 all’Imperial Regia Accademia Roveretana degli Agiati, di cui era socio, presentò il “Nonio generale termometrico” da lui creato per facilitare le analisi chimiche dei liquidi: tale strumento poteva essere applicato a qualsiasi termometro e rendeva possibile misurare i decimi di grado ottenendo così una analisi più precisa e dettagliata.
Il 14 agosto 1830 cedette la farmacia di Rovereto al fratello Giuseppe.
La prima moglie Antonia de Alessandrini morì il 27 luglio 1827; Demetrio Leonardi il 16 agosto 1830 nella Chiesa Arcipretale di Cavalese sposò in seconde nozze Demattio Rosa figlia di Giuseppe dalla quale ebbe nove figli.
Visse per breve tempo a Cavalese e poi si trasferì a Predazzo dove su sua domanda rivolta all’I.R. Giudizio Distrettuale fu istituita una nuova farmacia nel marzo del 1833.
Si dedicò agli studi naturalisti verso i quali si sentiva molto portato trovandosi in un ambiente così interessante dal punto di vista geologico quale è quello di Predazzo: in particolare si dedicò alla mineralogia ed alla geologia che ne è strettamente subordinata. Curò anche le scienze botaniche alle quali aveva preso amore nelle escursioni alpine fatte col professore Catullo. Demetrio Leonardi infatti ci ha lasciato gli elenchi delle piante presenti nella flora delle sorgenti da lui analizzate e nelle immediate adiacenze degli stabilimenti termali.

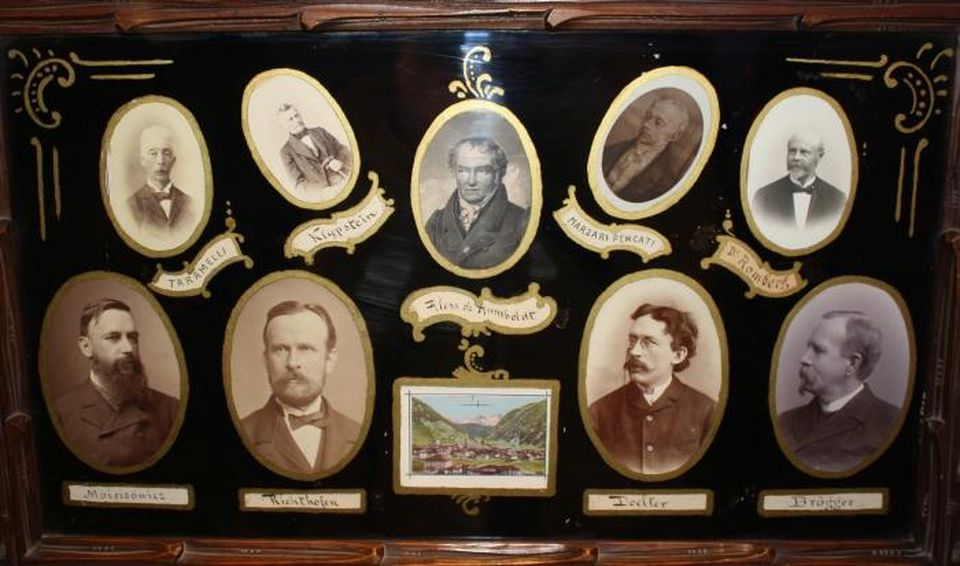
Illustri geologi ospiti dell'Albergo la Nave d'Oro di Predazzo

Demetrio Leonardi contribuì efficacemente allo studio dei problemi posti dalla conformazione geologica della conca di Predazzo con il suo famoso centro eruttivo triassico dove il contatto tra il magma monzonitico e i calcari dolomitici produsse evidente un metamorfismo di contatto. Le importantissime scoperte del  geologo Giuseppe Marzari-Pencati avevano suscitato immenso scalpore nell'ambiente scientifico tanto che i più illustri geologi d'Europa accorrevano a Predazzo per studiare il fenomeno, allora per molti incredibile, del "granito sovrastante ai sedimenti secondari" nella località di Canzocoli. Demetrio Leonardi ebbe quindi la possibilità di avvicinare molti illustri scienziati del tempo, tra i quali Alexander von Humbolt,  Ferdinand von Richthofen, Johann August G. E. Mojsisovics, Julius Romberg, Cornelio  August Doelter, August von Klipstein che a lui spesso venivano indirizati come profondo conoscitore dei fenomeni in questione. Gli scienziati alloggiavano all'Hotel La nave d'Oro, demolito nel 1966, che nel libro degli ospiti il 24 settembre 1830 registra la visita di Demetrio Leonardi in compagnia del prof. Abbate Luigi Configliacchi, rettore dell'Università di Padova nel 1855, e dei suoi assistenti.

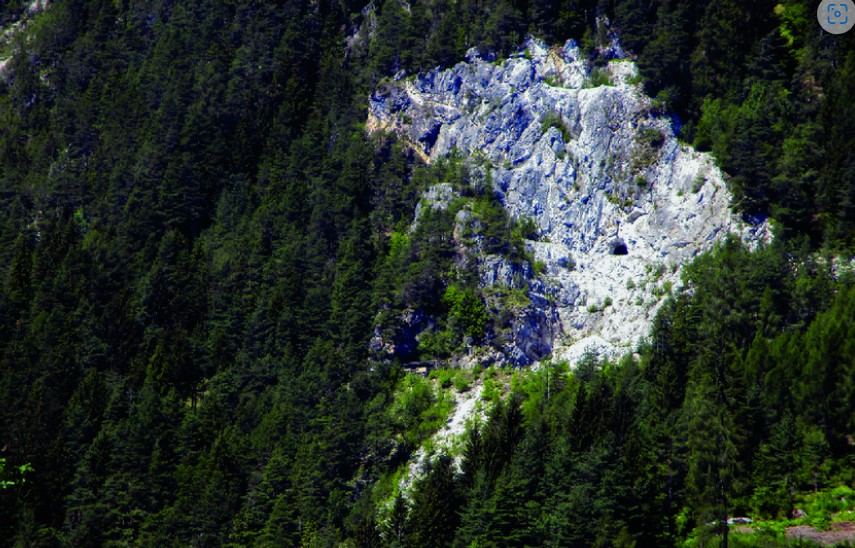
Cava di predazzite alle pendici del Monte Forcella a Predazzo

Demetrio Leonardi fece varie analisi chimiche, fra cui la più interessante è quella che lo portò a scoprire il marmo bianco saccaroide sui Canzocoli   di Predazzo che chiamò predazzite. (pehtzold). Demetrio Leonardi aveva anche una cordiale amicizia con Tommaso Antonio Catullo, considerato il padre della geologia veneta, che il 21 agosto 1833 gli scriveva “Che fa ella in mezzo ai graniti terziari dei Canzocoli?”.
Divenne uno dei più profondi conoscitori della zona e lo stesso governo austriaco, presso il quale Demetrio Leonardi non era certo in odore di santità, lo nominò nel 1843 ispeziente de’ marmi e gli affidò parecchi incarichi per l’esplorazione delle miniere locali; per l’esecuzione di scavi di assaggio nel 1844 fu nominato sovrintendente all’estrazione del marmo della cava erariale dei Canzocoli di Predazzo.
Nella Valle di Fassa non c’era alcuna farmacia: Demetrio Leonardi chiese alle autorità competenti di poterne aprire una, ma gli fu concesso soltanto di tenere un armadietto con dei medicinali a Vigo di Fassa.
Fin dal 1838, durante il suo soggiorno a Predazzo, Demetrio Leonardi intraprese esperienze fotografiche cercando con certi acidi di fermare sulla lastra l’immagine disegnata dalla luce e poterla riprodurre. Il suo primo tentativo fu quello di duplicare un’immaginetta del Sacro Cuore che tolse dal breviario del prevosto: su un pezzettino di carta riuscì a riprodurre un’immagine ancora sbiadita ma ben disegnata dell’immaginetta. Dopo lungo e paziente lavoro, quando giudicò di aver raggiunto lo scopo, si recò dal capo civile e politico del distretto per chiedere di iniziare le pratiche per brevettare l’invenzione. Si recò a Vienna dove illustrò a un congresso di dotti i suoi processi fotografici ed i suoi successi e fu vivamente incoraggiato a proseguire gli studi così promettenti. Poco dopo però gli fu comunicata la notizia che Daguerre l’aveva preceduto . Fu un fulmine a ciel sereno per il povero e sfortunato scopritore che pensò, vista l’inutilità della sua fatica, di dare un calcio alle esperienze e agli apparati e di ritornare ai suoi alambicchi di speziale e alla sua farmacopea. Nel 1854 Demetrio Leonardi si trasferì definitivamente a Cavalese e il 19 ottobre 1857 acquistò da Zenone Zen la farmacia di Cavalese.

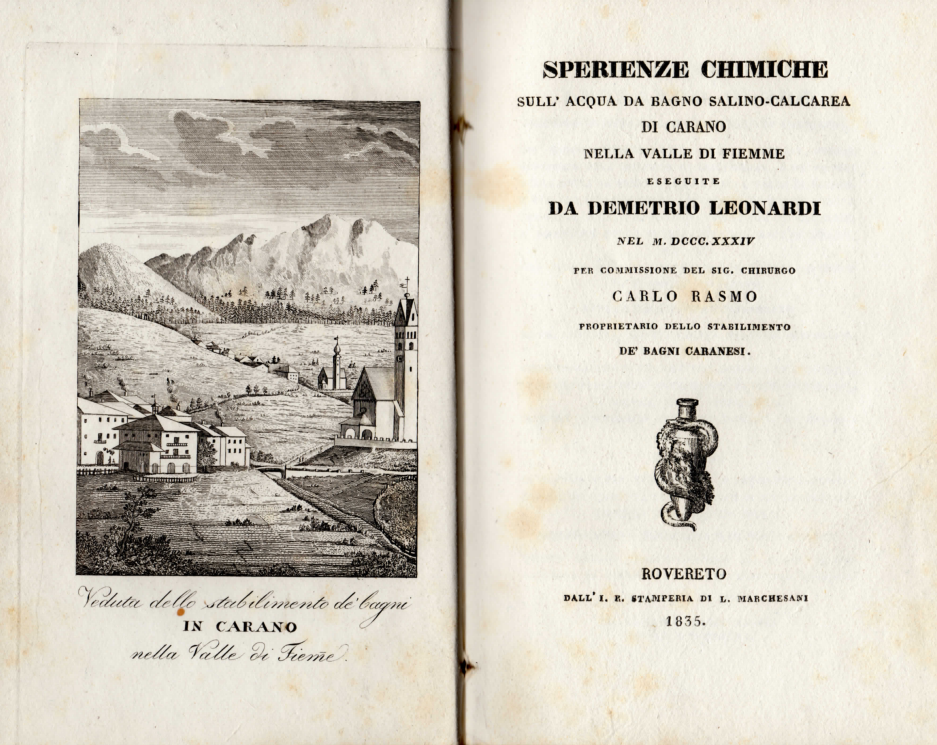
Frontespizio del volumetto con le analisi delle acque di Carano fatte nel 1834

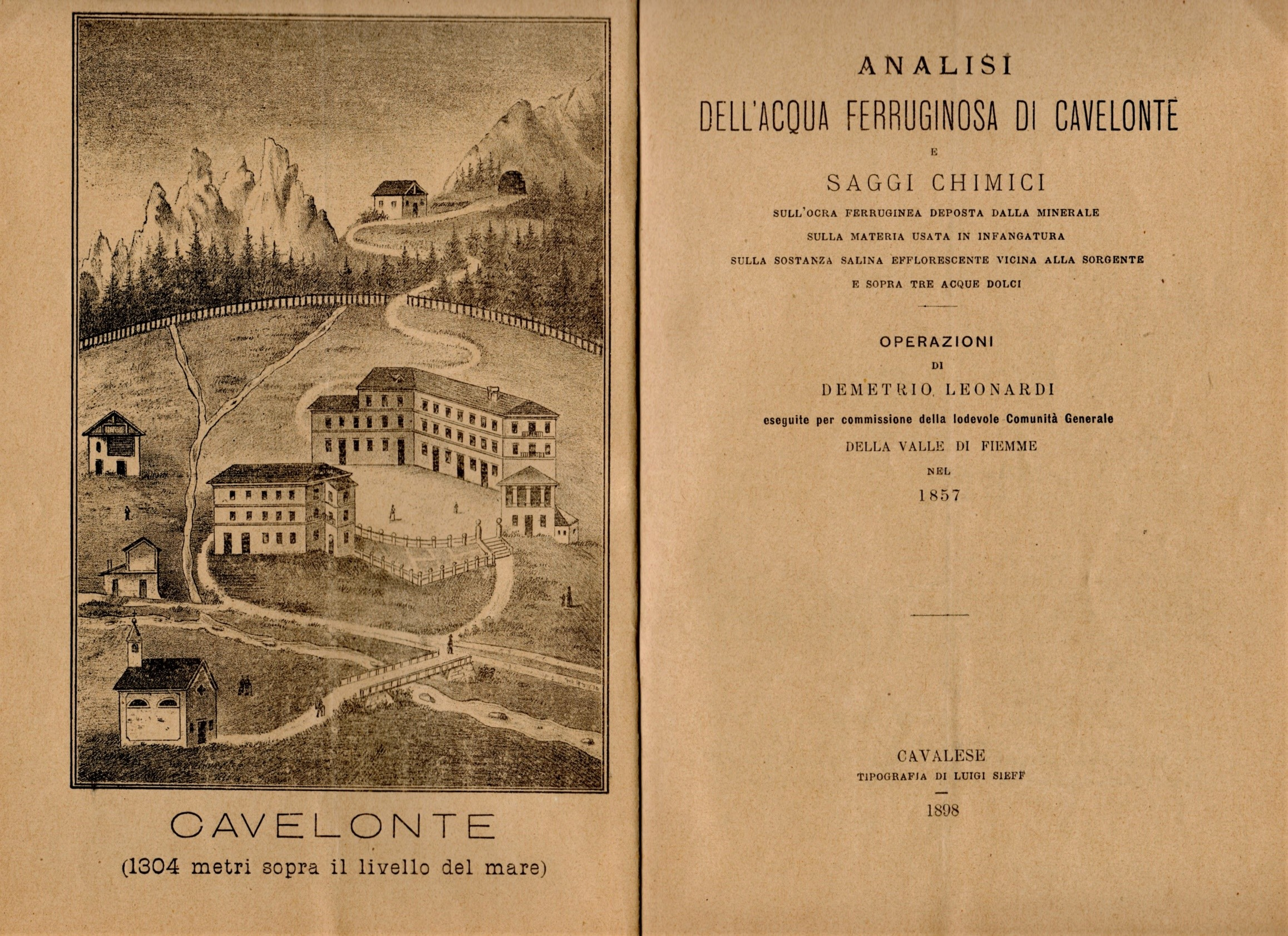
Frontespizio delle analisi delle acque di Cavelonte ed altri saggi pubblicato postumo nel 1898

Intraprese, spesso su commissione delle Autorità, le analisi chimiche delle fonti fiemmesi di Cavelonte, Carano, Pontara, della Valle dei Colombadoi sul Monte Cugola presso Castello di Fiemme, di Pozza e Soraga in Val di Fassa, di Val Pegara e Ciompa presso Pergine, di Comano nelle Giudicarie, di Fondo   nella Valle di Ammone, di Brentonico, di San Colombano, dello Spino di Rovereto. 
Dedicò parte delle sue ricerche anche al confronto tra le acque minerali della Val di Fiemme, specialmente quella di Carano, con quelle di altre sorgenti trentine o addirittura di altre regioni, anche straniere, come ad esempio, quelle di Braies in Val Pusteria, di Santa Maria in Bregno (FI), di Aulus nell’Ariège alle falde orientale dei Pirenei.

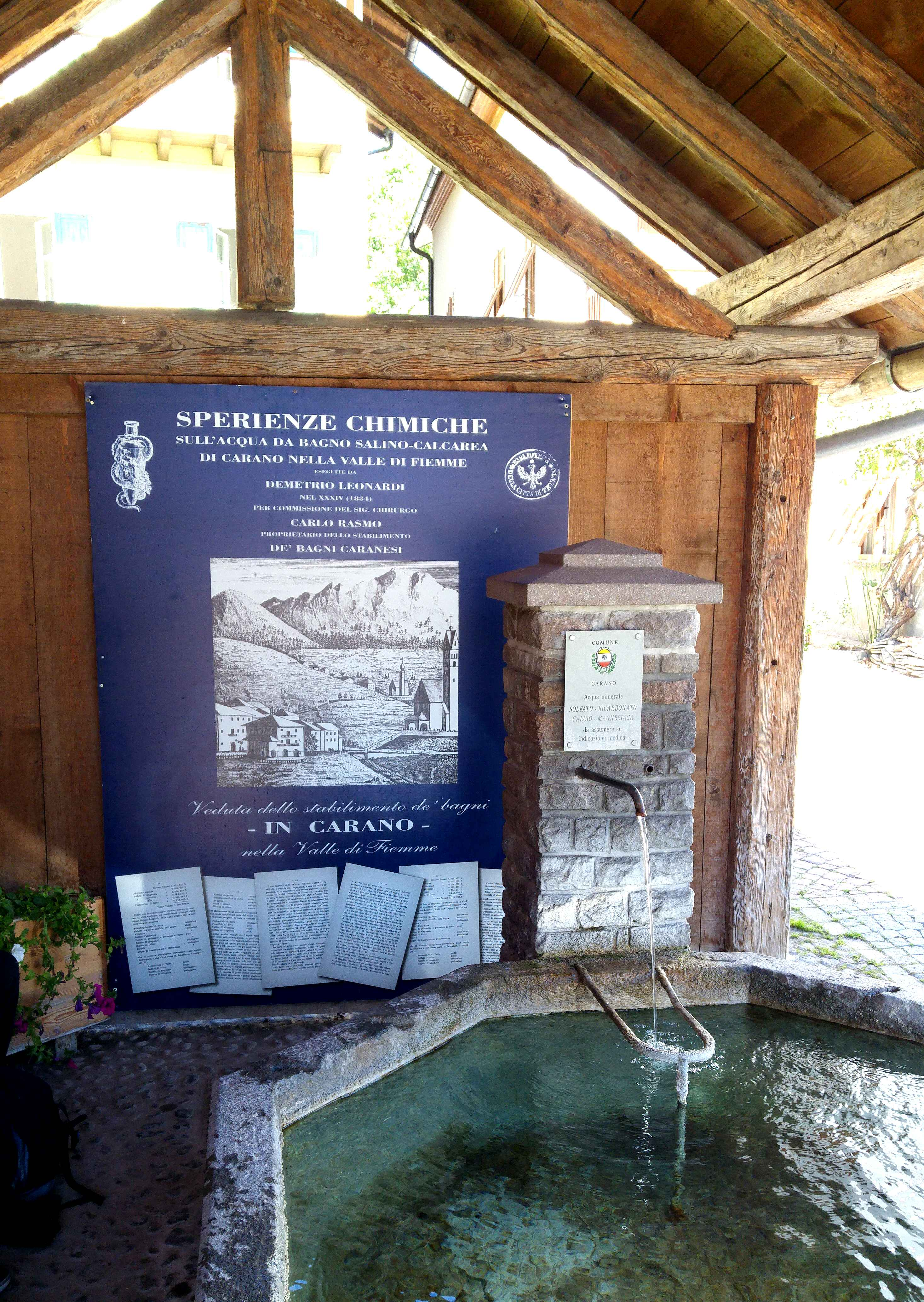
Fontana che getta l'acqua solfato-bicarbonato-calcio-magnesiaca della fonte Ceva a Carano analizzata da Demetrio Leonardi nel 1834

Il comune di Carano ha costruito un piccolo edificio sulla fontana da cui sgorga l'acqua solfato-calcareo-magnesiaca della sorgente Ceva ed ha affisso dei pannelli che riportanono le analisi chimiche e organolettiche fatte da Demetrio Leonardi nel 1834.
Per lunghi anni fu perito chimico legale incaricato di numerose perizie riguardanti le cause più disparate sottoposte all’autorità giudiziaria: capi di vestiario e un coltello a serramanico macchiati di sangue, polenta avvelenata, vernici da pentolai, campioni di vino e Fernet, tubi dell’acquedotto di Trodena.
L’8 febbraio 1873 Demetrio Leonardi cedette la farmacia di Cavalese al figlio Aristide Quintilio.
Nell'archivio di Demetrio Leonardi, conservato dagli eredi, ci sono molti scritti inediti tra cui un Trattatello di tassidermia di 18 pagine, un Trattatello di Agronomia in 14 quaderni, un Saggio di critica sugli studi di farmacia di 5 pagine.
Negli ultimi anni di vita Demetrio Leonardi passò le vacanze a Rovereto, dove risiedevano abitualmente le figlie Luigia (Gigia) e Beppina ed a Venezia dove il figlio Pietro, attivista irredentista ricercato dalle autorità austriache, nel 1867 si era trasferito. Demetrio Leonardi nell’ultimo decennio di vita venne colpito da noiosi disturbi all’intestino e alle vie urinarie che lo costrinsero ad una vita sedentaria.
Dopo breve malattia morì a Cavalese il 28 gennaio 1881 a ottantacinque anni. 
I concittadini di Cavalese dimostrarono stima e simpatia per lui e per i suoi discendenti e gli dedicarono la piazzetta in cui egli aveva la casa a Cavalese che ora si chiama “Piazzetta Demetrio Leonardi”.

## Opere
- Demetrio Leonardi, Analisi della cute della lucertola (Lacerta agiis. L.). Atti dell'I.R. Accademia Roveretana, tornata del 5 dicembre 1826, p. 55  (pubblicato anche In Messaggero tirolese e nella Gazzetta di Innsbruck).
- Demetrio Leonardi, Nonio generale termometrico descritto all'I.R. Accademia di Rovereto e nella Gazzetta di Rovereto e Innsbruck, tornata del 3 maggio 1827, pp. 23-24.
- Demetrio Leonardi, Nuovo estratto amarissimo dell'Assezio. Stampato il processo per ottenerlo, Giornale dell'Omodei, sull'Osservaro di Medicina di Napoli e sul Giornale di Mediina analitica G. Strambio, 1827.
- Demetrio Leonardi, Analisi dello statuario di prima qualità di Predazzo nella Valle di Fiemme, Rovereto, 1831.
- Demetrio Leonardi, Analisi dei Mesotipi di Pais sopra Tierno nel circolo di Rovereto e dell'alabastro di Castello e del marmo bianco di Predazzo nella Valle di Fiemme nel circolo di Trento, eseguite dal farmacista Demetrio Leonardi, Rovereto, I. R stamperia L. Marchesani, 1831.
- Demetrio Leonardi, Analisi dell'acqua ferruginosa di Cavelonte e di quella salina di Pontara nella Valle di Fiemme del circolo di Trento,  Padova, Tip. del Seminario, 1832.
- Demetrio Leonardi, Sperienze chimiche sull'acqua da bagno salino-calcarea di Carano nella Valle di Fiemme eseguite da Demetrio Leonardi nel MDCCCXXXIV per la commissione del sig. chirurgo Carlo Rasmo, Rovereto, I. R. Stamperia di L. Marchesani, 1835.
- Demetrio Leonardi, Sull'acqua acidulo-salino-ferruginosa di Fondo nel Tirolo meridionale vicin di Trento: lettere di D.Z.L. ad un suo amico, Padova, Cartallier e Sicca, 1839.
- Demetrio Leonardi, Analisi dell'acqua ferruginosa di Cavelonte, Marietti, Trento,1857.
- Demetrio Leonardi, Sull'acqua minerale di Pozza nella Valle di Fassa, l'unica nel Trentino idrosolforosa salino-calcarea: osservazioni e sperienze fisico-chimiche di Demetrio Leonardi, lettere tre, 1869.
- Demetrio Leonardi, Sull'acqua solfato-calcarea-magnesiaca di Cararno nella Valle di Fiemme. Ricerche analitico-chimiche ed osservazioni, R. Tipografia di Gio. Cecchini, Venezia, 1876.
- Demetrio Leonardi, Analisi dell'acqua ferruginosa di Cavelonte e saggi chimici sull'ocra ferruginea deposta dalla minerale sulla materia usata in infrangatura sulla sostanza salina efflorescente vicina alla sorgente e sopra tre acque dolci. Operazioni di Demetrio Leonardi eseguite per commissione della lodevole Comunità Generale della Valle di Fiemme nel 1857, TipografiaLuigi Sieff, Cavalese, 1898.
- Demetrio Leonardi, Analisi dell'acqua ferruginosa di Cavelonte e saggi chimici, Tipografia Sief, Cavalese, 1898.